# 德尔菲娜·雷奥
德尔菲娜·雷奥（法語：Delphine Réau，1973年9月19日—），法国女子射击运动员。她曾代表法国参加2000年、2008年和2012年夏季奥林匹克运动会射击比赛，共获得一枚银牌和一枚铜牌。